# Berthóti István
Berthóti István (17. század közepe – Érsekújvár, 1709. október 15.) kuruc brigadéros, majd vicegenerális.

## Családja
Előkelő Sáros vármegyei birtokos nemesi család sarja, Berthóti Gábor alispán és Lövey Mária fia, Berthóti Ferenc szenátor és vicegenerális féltestvére. Felesége Váradi Erzsébet, Váradi István (†1706) és Vay Erzsébet leánya volt, aki megözvegyülve előbb Kálmánczay Imréhez (†1710/1711), majd Palásthy Ferenchez (†1749 körül) ment nőül.

## Élete
A török elleni harcokban szerzett magának tekintélyt. 1683-tól nyitrai, majd 1685 végétől szolnoki kapitány, császári lovas ezredes. A kurucok oldalán 1704 szeptemberétől ismét szolnoki főkapitány, a következő évben már brigadéros, egyúttal egy lovasezred parancsnoka. 1707. május 22-étől a kulcsfontosságú Érsekújvár főkapitánya. 1708. szeptember–október folyamán, éppen a katasztrofális trencséni vereség utáni válságos időszakban, elszántan védte a várat Sigbert Heister tábornagy ostromával szemben. Elismerésül II. Rákóczi Ferenc fejedelem 1708. december 27-én érsekújvári kerületi vicegenerálissá nevezte ki.